# 洛里 (印第安納州)
洛里（英語：Lorre）是位於美國印地安納州邁阿密縣的一個非建制地區。該地的面積和人口皆未知。